# Berlini blokád
A berlini blokád 1948 júniusa és 1949 májusa között sújtotta a nyugati hatalmak által megszállt Nyugat-Berlin városát. A blokádot a szovjetek azért vezették be, hogy kikényszerítsék akaratuk érvényesítését a nyugati hatalmak szektoraiban, egyszersmind megakadályozzák a nyugati hatalmak által a szovjetek beleegyezése nélkül kibocsátott német márka forgalomba kerülését a szovjet megszállási zónában. A blokád súlyos ellátási zavarokhoz vezetett Nyugat-Berlinben, amelynek megoldására a nyugati szövetségesek légihíddal kötötték össze a várost a nyugati országrésszel. A berlini blokád volt a hidegháború szuperhatalmainak egyik első nyílt és közvetlen szembekerülése Európában.

## A blokád kezdete

Megszállási övezetek Németországban

1945-ben a második világháborúban győztes nagyhatalmak a négy megszállási övezetre osztották fel Németországot. A szovjet megszállási zóna szívében fekvő Berlin városát – az egész ország mintájára – elvileg közösen igazgatták, a négy hatalom mindegyike a város egy-egy szektoráért felelt. Már a háború elején kiütköztek a szovjetek és a nyugati hatalmak város sorsát befolyásoló ellentétei. 1948 elején a londoni hathatalmi konferencián a nyugati országok a szovjetek kizárásával úgy határoztak, hogy Németországot szövetségi köztársaságként alapítják újra. A nyugatiak döntése elleni tiltakozásul a szovjet nagykövet kivonult a Berlint igazgató négyhatalmi tanácsból és 1948. március 31-től bevezette a szovjet szektoron áthaladó nyugati konvojok ellenőrzését. A nyugatiak a forgalom részleges légi útra terelésével válaszoltak, míg a szovjetek egyre több útra terjesztették ki az ellenőrzést. 1948 tavaszának végére a nyugati hatalmak készen álltak a teljesen elértéktelenedett birodalmi márka új pénzzel való felváltására. A szovjetek mindenképpen el akarták kerülni, hogy az új Németország döntően nyugati befolyás alá essen, ezért a valutareform elhalasztását kérték. Június 16-án a szovjetek kivonultak a berlini szövetséges parancsnokság munkájából is. Június 20-án a nyugati zónában a szovjetek javaslatának figyelmen kívül hagyásával bevezették a német márkát. Az új pénz forgalomba került Nyugat-Berlinben és félő volt, hogy teret nyer a szovjet megszállási zónában is.

## A szovjet lépések
A szovjet csapatok nem csak a Nyugat-Berlinbe vezető utakat és vasutakat vágták el, de blokád alá vették a hajózási útvonalakat is. Csak a nyugatiak légifolyosóit hagyták nyitva. A szovjetek a blokád első napjaiban 50%-kal csökkentették a Nyugat-Berlinbe szállított áram mennyiségét, majd a nyugatiak ellenblokádjának életbe lépése után, június 25-én teljesen megszüntették a városrészbe irányuló szállításokat. Nyugat-Berlin áramellátását meghatározó részben kívülről fedezték, így a közszolgáltatások rövid időn belül összeomlottak. A blokád nem érintette ugyanakkor a város személyforgalmát. A berliniek továbbra is szabadon járhattak át a másik városrészbe, a villamos és az S-Bahn továbbra is szállította az utasokat. A szovjetek különböző kedvezményeket vezettek be a keletnémet valuta elterjesztésére. A nyugat-berliniek a keletnémet márkával a hiány legsúlyosabb napjaiban is bevásárolhattak Kelet-Berlinben. A szovjetek megkísérelték a nyugati-berliniek átcsábítását is, a lakcímváltoztatásért cserébe élelmiszerjegyeket kínáltak. A Szovjetunió nyilvánvalóan azt kívánta elérni, hogy a nyugati szövetségesek adják fel berlini jelenlétüket és távozzanak a városból.

## A berlini légihíd

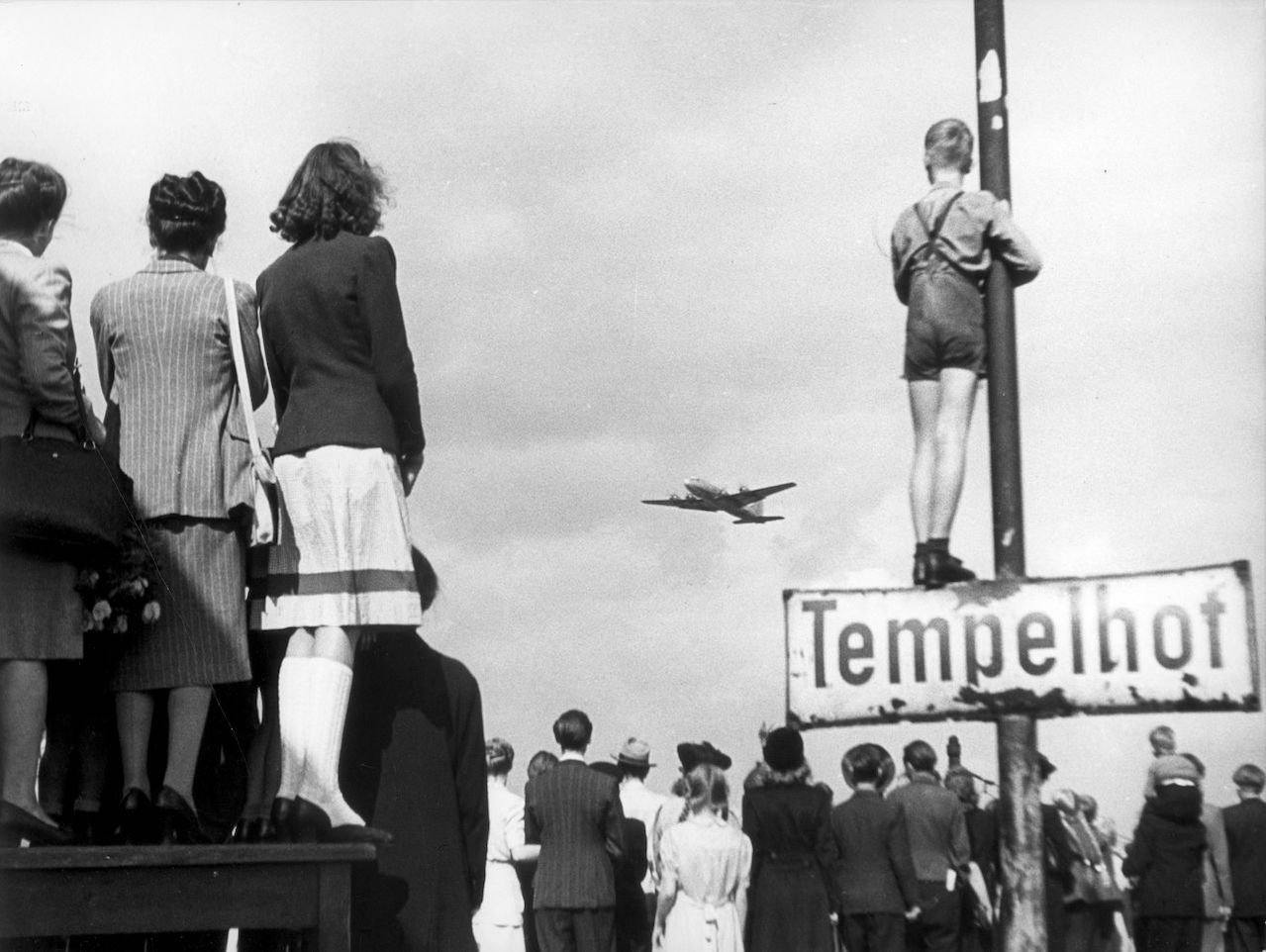
Berliniek egy repülőgépet figyelnek

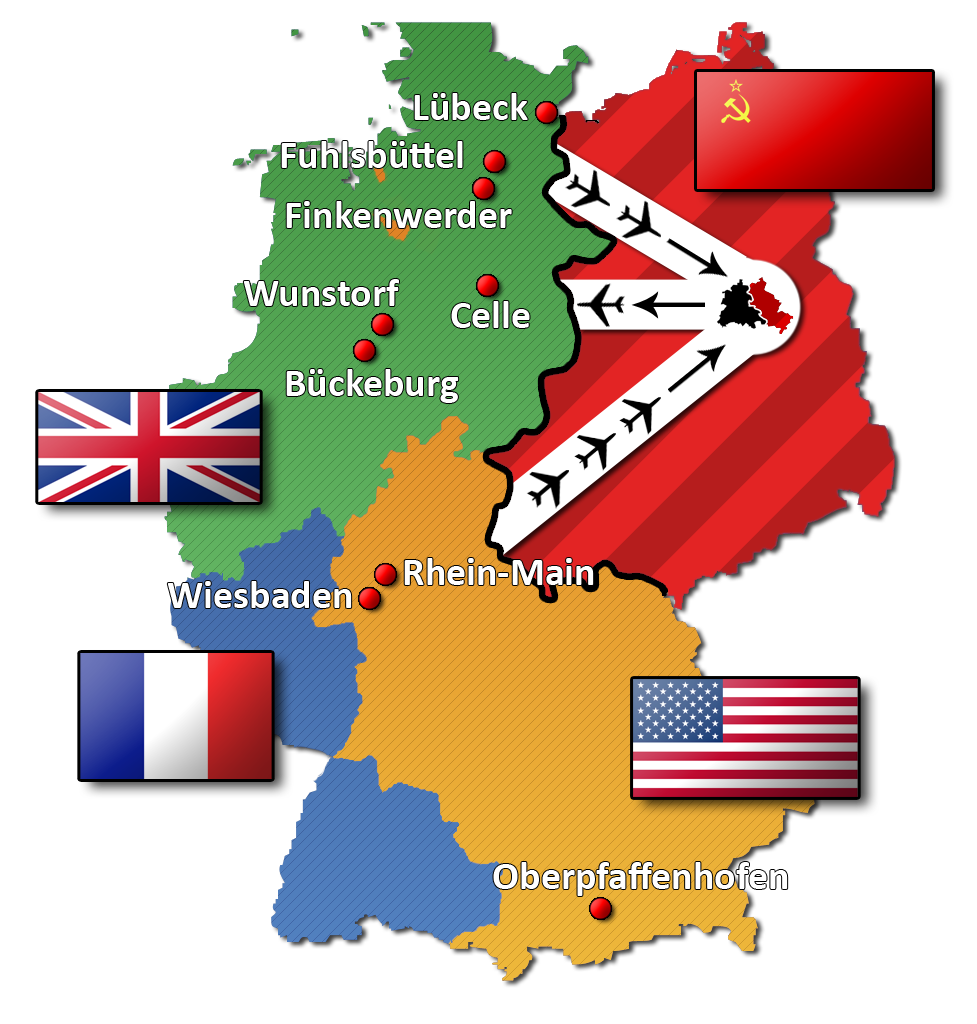
Légifolyosók Berlinbe

A nyugati hatalmak számítottak arra, hogy a valutareform kiválthatja a szovjetek ellenállását, de ilyen határozott ellenlépésekre nem készültek. A nyugati hatalmaknak választaniuk kellett a kivonulás vagy a maradás feltételeinek biztosítása között. Lucius D. Clay, Németország amerikai megszállási övezetének katonai kormányzója a leghatározottabban a kitartás mellett foglalt állást. Hajlott arra, hogy a szovjet blokádot fegyveres erővel törjék meg, ám Truman amerikai elnök ezt az újabb világháború veszélye miatt határozottan elvetette. Lucius D. Clay ehelyett utasítást adott a városrész ellátásának légi úton történő megoldására. 1948. június 25-én „ellenblokád” alá vették Németország szovjet megszállási zónáját, megtiltották oda egyes termékek exportját.  Nyugat-Berlint a szövetségesek az Németország nyugati részeiről három légifolyosón keresztül érhették el. Hozzávetőleg kétmillió ember napi ellátását kellett megoldani, kizáróan légi úton.  A berlini Tempelhof repülőtérre 1948. június 26-án érkezett meg az Operation Vittles első repülőgépe, az első mazsolabombázó. A britek Plain Fare néven indították el saját légihídjukat két nappal később, amely a gatow-i repülőteret(de) használta, a franciák a Tegel-reptéren alakítottak ki bázist. A britek vízen landoló repülőgépei a Havelen szálltak le. A 224 millió dollárt felemésztő légihíd segítségével majdnem egy éven át sikerült Nyugat-Berlin polgári lakosságát ellátni. A fő szállítmányok mellett kis ejtőernyős csomagokban édességet, csokit is szórtak le a lakosságnak.  Az amerikai és brit repülőgépek négy-öt percenként indultak Nyugat-Berlin felé, majd gyors kipakolást követően vissza. A művelet csúcspontján minden 45. másodpercben landolt egy repülőgép a Tempelhof repülőtéren és minden 30. másodpercben Nyugat-Berlinben. A légihíd alatt összesen 101 halálos áldozat volt, köztük 40 brit és 31 amerikai. Tizenhét amerikai és 8 brit repülőgép zuhant le a művelet során. A műveletekben használt C-47 és C-54 típusú repülőgépek 278 228 repüléssel összesen 2 326 406 tonna élelmiszert és ellátmányt szállítottak. Együttesen több mint 92 millió mérföldet (≈148,1 millió kilométert) tettek meg.
| USAFE (US Air Forces in Europe) adatai az 1948. június 26-1949. szeptember 30. közötti időszakra vonatkozóan | összesen    | amerikai rész | brit rész |
| Repülések száma                                                                                              | 277.569     | 189.963       | 87.606    |
| Nyugat-Berlinbe szállított áru (tonna)                                                                       | 2.109.666,8 | 1.618.029,9   | 491.636,9 |
| -ebből élelmiszer                                                                                            | 486.890,9   | 268.816,3     | 218.074,5 |
| -ebből szén                                                                                                  | 1.438.821,6 | 1.289.217,3   | 149.604,3 |
| -ebből egyéb                                                                                                 | 183.954,4   | 59.996,3      | 123.958,1 |
| Nyugat-Berlinből elszállított áru (tonna)                                                                    | 74.144,9    | 41.628,6      | 32.516,3  |
| Légiúton szállított személyek száma összesen                                                                 | 227.655     | 62.749        | 164.906   |
| -ebből Nyugat-Berlinbe szállított személyek                                                                  | 60.078      | 25.263        | 34.815    |
| -ebből Nyugat-Berlinből elszállítottak száma                                                                 | 167.577     | 37.486        | 130.091   |

## A blokád vége
1949 februárjára a légihídon áthaladó áruk mennyisége elérte korábban közúton, hajón és vasúton érkező áruk mennyiségét, a szovjetek pedig belátták, hogy a blokád nem megfelelő stratégia Nyugat-Berlin megbénítására. A valutarendszer is stabilizálódott, a szovjetek elérték, hogy a nyugati márka a keleti pénzforgalomban egyáltalán ne kapjon szerepet, így nem jelentett többé komoly veszélyt sem az infláció, sem a nyugati pénzpolitika érvényesülése. 1949 februárjában az amerikaiak puhatolózni kezdtek a szovjeteknél a blokád megszüntetését illetően. A szovjetek gesztusértékűen visszahívták a blokádpárti Szokolovszkij marsallt a keleti zóna katonai kormányának éléről, az amerikaiak pedig jelezték, hogy a szovjetek számára fontos kérdésekben készek a tárgyalásra. Hamarosan megbeszélések kezdődtek Jakov Alekszandrovics Malik szovjet és Philip Jessup amerikai diplomaták között a blokád feloldását illetően.
1949. május 2-án Malik és Jessup aláírták azt a megállapodást, amelynek értelmében a szovjetek Nyugat-Berlin blokádját, a nyugati hatalmak pedig a keleti zóna elleni büntetőintézkedéseket oldották fel. A blokád 1949. május 12-én ért véget. A megállapodás nem érintette a Berlinben kialakult kettős valutarendszert. A szuperhatalmak fenntartották a status quót, Kelet-Berlinben a keletnémet márka, Nyugat-Berlinben a német márka maradt az érvényes fizetőeszköz.

## A berlini blokád jelentősége
A blokád a hidegháború első jelentősebb eseménye volt. A németség körében a blokád kommunistaellenes hangulatot teremtett. A nyugati megszálló hatalmak a fenyegető szovjet veszéllyel szemben védelmet nyújtó hatalmakká változtak a közvélemény számára. A légihíd megerősítette a bizalmat a németek és a szövetségesek között. Nyugat-Berlin elhúzódó blokádja is szerepet játszott abban, hogy az amerikaiak felgyorsították a szovjetellenes katonai blokk létrehozását; a NATO 1949. április 4-én jött létre.
A blokád során a szuperhatalmak demonstrálták, hogy a saját területükön mindent megtesznek saját elképzeléseik érvényesüléséért. A konfliktus megegyezéssel és a hatalmak visszakozásával ért véget, ahogy a későbbi hidegháború több összecsapása is.

## A filmművészetben
A blokád történetét dolgozza fel a Légihíd – Csak az ég volt szabad - Haragos égbolt (németül Die Luftbrücke – Nur der Himmel war frei) című 2005-ben készült német film. A filmet Dror Zahavi rendezte, forgatókönyvét Martin Rauhaus írta, három főszereplője: Heino Ferch (Turner tábornok), Ulrich Noethen (Axel Kielberg) és Bettina Zimmermann (Luise Kielberg).

## Fordítás
- Ez a szócikk részben vagy egészben a Berlin-Blockade című német Wikipédia-szócikk ezen változatának fordításán alapul.  Az eredeti cikk szerkesztőit annak laptörténete sorolja fel. Ez a jelzés csupán a megfogalmazás eredetét és a szerzői jogokat jelzi, nem szolgál a cikkben szereplő információk forrásmegjelöléseként.